# Dante Fowler
Dante Antwane Fowler Jr. (geboren am 3. August 1994 in Saint Petersburg, Florida) ist ein US-amerikanischer American-Football-Spieler auf der Position des Defensive Ends, der zurzeit für die Dallas Cowboys spielt. Er spielte College Football für die University of Florida und wurde im NFL Draft 2015 an dritter Stelle von den Jacksonville Jaguars ausgewählt, für die er bis 2018 spielte. Anschließend stand er bei den Los Angeles Rams, den Atlanta Falcons und den Washington Commanders unter Vertrag.

## College
Fowler spielte Football an der Lakewood High School in seiner Heimatstadt Saint Petersburg, Florida, und nahm 2012 am Under Armour All-America Game teil. Nachdem er zunächst geplant hatte, am College für die Seminoles der Florida State University zu spielen, entschied er sich nach dem Ende seiner Highschool-Karriere stattdessen für die Gators der University of Florida, den größten Rivalen der Seminoles.
In drei Saisons für die Florida Gators bestritt Fowler als Defensive End und Outside Linebacker 25 Spiele als Starter, in denen er 140 Tackles, davon 34 für Raumverlust, 14,5 Sacks, fünf erzwungene Fumbles und zwei eroberte Fumbles verzeichnen konnte. 2014 kürten ihn die Gators zum Most Valuable Player (MVP) ihres Teams, zudem wurde er in das All-Star-Team der Southeastern Conference (SEC) gewählt. Am 19. November 2014 gab Fowler bekannt, dass er mit dem Abgang von Head Coach Will Muschamp die Gators ebenfalls verlassen würde. Damit war er der erste Spieler, der sich vorzeitig trotz einem weiteren Jahr Spielberechtigung am College für eine Teilnahme am NFL Draft 2015 entschloss. In seinem letzten Spiel am College, dem Birmingham Bowl gegen East Carolina am 3. Januar 2015, erzielte Fowler drei Sacks.

## NFL
Fowler wurde im NFL Draft 2015 als dritter Spieler von den Jacksonville Jaguars ausgewählt. Damit war er der erste Defensivspieler im Draft und der am frühesten in einem Draft der modernen NFL gewählte Spieler der Florida Gators (zusammen mit Wes Chandler, 1978, und Gerard Warren, 2001).
Am 8. Mai 2015 zog sich Fowler bei seinem ersten Training mit den Jaguars einen Kreuzbandriss zu, wegen dem er seine Rookiesaison vollständig verpasste. Somit gab er sein NFL-Debüt für die Jaguars erst 2016. In den folgenden zweieinhalb Jahren in Jacksonville konnte sich Fowler nie als Starter etablieren und kam nicht über die Rolle eines Ergänzungsspielers hinaus. Von 39 Spielen, in denen er 14,0 Sacks erzielte, bestritt er nur eines von Beginn an. Die Jaguars lehnten daher seine Vertragsoption auf ein fünftes Jahr ab. Wegen Verstößen gegen die Personal Conduct Policy der NFL wurde Fowler für die erste Partie der Saison 2018 gesperrt. Am 30. Oktober gab das Franchise aus Jacksonville Fowler im Austausch gegen einen Dritt- und einen Fünftrundenpick an die Los Angeles Rams ab.
Im weiteren Saisonverlauf blieb er auch als Spieler der Rams eher unauffällig, allerdings gelang ihm in der Overtime des NFC Championship Game gegen die New Orleans Saints ein Hit gegen Drew Brees, mit dem er für eine Interception sorgte. Die Rams gewannen das Spiel und zogen in den Super Bowl LIII ein, in dem sie den New England Patriots unterlagen. Fowler blieb nach dem Auslaufen seines Vertrags in Los Angeles und einigte sich mit den Rams auf einen Einjahresvertrag, der ihm 14 Millionen Dollar einbrachte. In der Saison 2019 konnte Fowler erstmals den Erwartungen, die als Top-3-Pick in ihn gesetzt worden waren, gerecht werden. Er kam auf 11,5 Sacks.
Im März 2020 unterschrieb Fowler einen Dreijahresvertrag über 48 Millionen Dollar bei den Atlanta Falcons. Mit nur drei Sacks in 14 Spielen konnte Fowler die in ihn gesetzten Erwartungen 2020 nicht erfüllen. Im zweiten Jahr bei den Falcons konnte er 4,5 Sacks in 14 Spielen erzielen. Am 16. Februar 2022 wurde er von den Falcons entlassen.
Am 18. März 2022 nahmen die Dallas Cowboys Fowler unter Vertrag. In zwei Jahren für Dallas kam er als Rotationsspieler in allen 34 Spielen der Regular Season zum Einsatz und erzielte zehn Sacks.
Im März 2024 schloss Fowler sich den Washington Commanders an. In der folgenden Saison 2024 gelangen ihm mit 10,5 Sacks die meisten seines Teams. Im Spiel gegen die Carolina Panthers am 20. Oktober 2024 konnte er einen Pass von Andy Dalton, gleichzeitig die erste Interception seiner Karriere, über 67 Yards unberührt zum Touchdown zurücktragen.
Nach Ablauf seines Vertrags bei den Commanders kehrte Fowler zu den Dallas Cowboys zurück und unterschrieb dort einen Einjahresvertrag im Wert von acht Millionen US-Dollar.

### NFL-Statistiken
| 2015                               | JAX    | kein Einsatz wegen Verletzung | kein Einsatz wegen Verletzung | kein Einsatz wegen Verletzung | kein Einsatz wegen Verletzung | kein Einsatz wegen Verletzung | kein Einsatz wegen Verletzung | kein Einsatz wegen Verletzung | kein Einsatz wegen Verletzung | kein Einsatz wegen Verletzung | kein Einsatz wegen Verletzung | kein Einsatz wegen Verletzung | kein Einsatz wegen Verletzung | kein Einsatz wegen Verletzung | kein Einsatz wegen Verletzung | kein Einsatz wegen Verletzung | kein Einsatz wegen Verletzung | kein Einsatz wegen Verletzung |
| 2016                               | JAX    | 16                            | 1                             | 32                            | 23                            | 9                             | 4,0                           | 5                             | 0                             | 0                             | 0                             | 0                             | 0                             | 0                             | 0                             |                               |                               |                               |
| 2017                               | JAX    | 16                            | 0                             | 21                            | 18                            | 3                             | 8,0                           | 0                             | 0                             | 0                             | 0                             | 0                             | 2                             | 2                             | 1                             |                               |                               |                               |
| 2018                               | JAX    | 7                             | 0                             | 9                             | 8                             | 1                             | 2,0                           | 0                             | 0                             | 0                             | 0                             | 0                             | 1                             | 1                             | 0                             |                               |                               |                               |
| 2018                               | LAR    | 8                             | 6                             | 21                            | 15                            | 6                             | 2,0                           | 1                             | 0                             | 0                             | 0                             | 0                             | 1                             | 1                             | 0                             |                               |                               |                               |
| 2019                               | LAR    | 16                            | 14                            | 58                            | 40                            | 18                            | 11,5                          | 6                             | 0                             | 0                             | 0                             | 0                             | 2                             | 1                             | 1                             |                               |                               |                               |
| 2020                               | ATL    | 14                            | 13                            | 23                            | 12                            | 11                            | 3,0                           | 1                             | 0                             | 0                             | 0                             | 0                             | 1                             | 0                             | 0                             |                               |                               |                               |
| 2021                               | ATL    | 14                            | 6                             | 36                            | 21                            | 15                            | 4,5                           | 1                             | 0                             | 0                             | 0                             | 0                             | 3                             | 0                             | 0                             |                               |                               |                               |
| 2022                               | DAL    | 17                            | 0                             | 27                            | 22                            | 5                             | 6,0                           | 2                             | 0                             | 0                             | 0                             | 0                             | 2                             | 0                             | 0                             |                               |                               |                               |
| 2023                               | DAL    | 17                            | 0                             | 13                            | 8                             | 5                             | 4,0                           | 3                             | 0                             | 0                             | 0                             | 0                             | 1                             | 0                             | 0                             |                               |                               |                               |
| 2024                               | WAS    | 17                            | 7                             | 39                            | 25                            | 14                            | 10,5                          | 1                             | 1                             | 67                            | 67                            | 1                             | 2                             | 0                             | 0                             |                               |                               |                               |
| Gesamt                             | Gesamt | 142                           | 47                            | 279                           | 192                           | 87                            | 55,5                          | 20                            | 1                             | 67                            | 67                            | 1                             | 15                            | 5                             | 2                             |                               |                               |                               |
| Quelle: pro-football-reference.com |        |                               |                               |                               |                               |                               |                               |                               |                               |                               |                               |                               |                               |                               |                               |                               |                               |                               |